# Курженецкие
Курженецкие (пол. Kurzeniecki) — белорусский дворянский род герба Богория.
Род Курженецких восходит к первой половине XVI века. Он был внесён Герольдией в VI часть родословной книги Минской губернии Российской империи.